# Phare avant d'Haszard Point
Le phare avant d'Haszard Point (en anglais : Haszard point Range Front) est un phare d'alignement situé sur le chenal du port de Charlottetown et plus précisément à Stratford-Kinlock dans le Comté de Queens (Province de l'Île-du-Prince-Édouard), au Canada. Il fonctionne conjointement avec le phare arrière d'Haszard Point.
Ce phare est géré par la Garde côtière canadienne .

## Histoire
En 1889,deux feux d'alignement ont été établies le long du chenal au sud-est du port de Charlottetown pour guider les navires vers le port.
Le phare avant a été déplacé pour échapper à l'érosion de la plage en 1902 et 1936 et il devra probablement être déplacé de nouveau sur le côté est de l'entrée au port de Charlottetown. Vers 1948, il a été rehaussé. Il porte un grand losange rouge en son milieu, avec une ligne verticale noire, comme repère de jour et ligne de gamme.

## Description
Le phare est une tour pyramidale blanche en bois de 17,3 m de haut, avec une galerie et une lanterne rouge. Il émet, à une hauteur focale de 18,3 m, un feu fixe jaune continu. Sa portée nominale est de 13 milles nautiques (environ 24 km).
Identifiant : ARLHS : CAN-128 - Amirauté : H-1006 - NGA : 8228 - CCG : 0991 .

### Lien connexe
- Liste des phares de l'Île-du-Prince-Édouard